# Wierzbięcice
Wierzbięcice (deutsch Oppersdorf) ist eine Ortschaft der Stadt-Land-Gemeinde Nysa (Neisse) in Polen. Sie liegt im Powiat Nyski (Kreis Neisse) in der Woiwodschaft Oppeln.

## Geographie

### Geographische Lage
Das Angerdorf Wierzbięcice liegt im Südwesten der historischen Region Oberschlesien. Der Ort liegt etwa zehn Kilometer südöstlich des Gemeindesitzes und der Kreisstadt Nysa und etwa 59 Kilometer südwestlich der Woiwodschaftshauptstadt Opole.
Der Ort liegt in der Nizina Śląska (Schlesische Tiefebene) liegt innerhalb der Płaskowyż Głubczycki (Leobschützer Lößhügelland). Durch den Ort verläuft die Landesstraße Droga krajowa 41. Südlich des Dorfes liegt die stillgelegte Bahnstrecke der Neisser Kreisbahn.

### Nachbarorte
Nachbarorte von Wierzbięcice sind im Norden Domaszkowice (Ritterswalde), im Südosten Lipowa (Lindewiese) sowie im Südwesten Koperniki (Köppernig) sowie im Westen Kępnica (Deutsch Kamitz).

## Geschichte

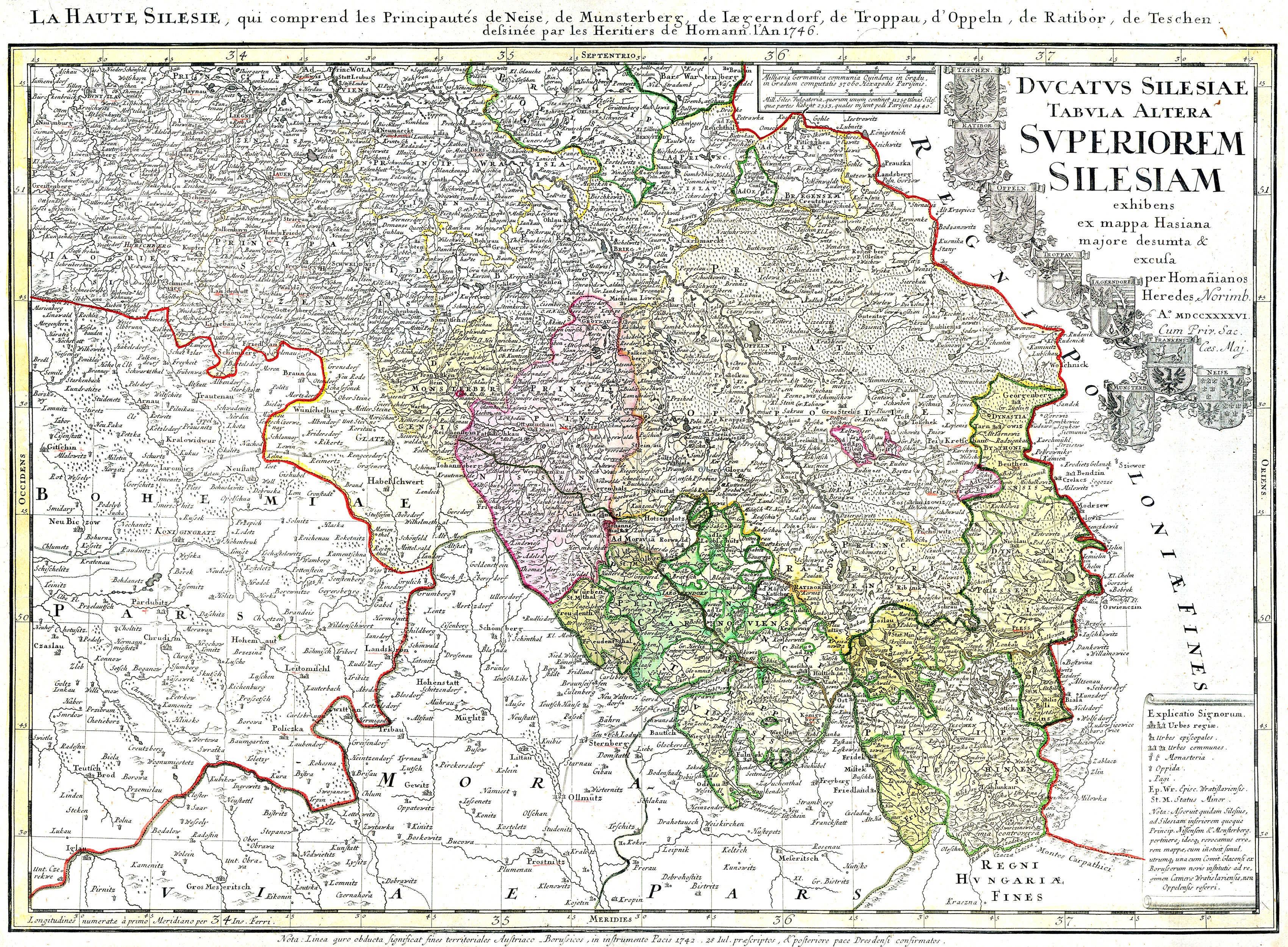
Oppersdorf auf einer Karte von 1746.

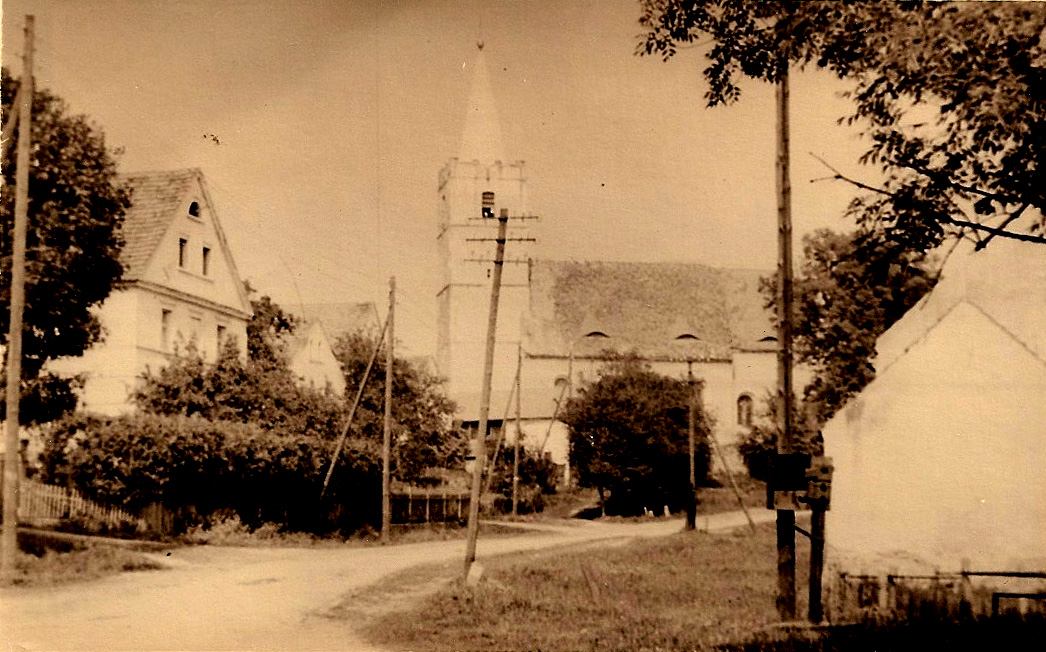
Blick ins Dorf um 1925.

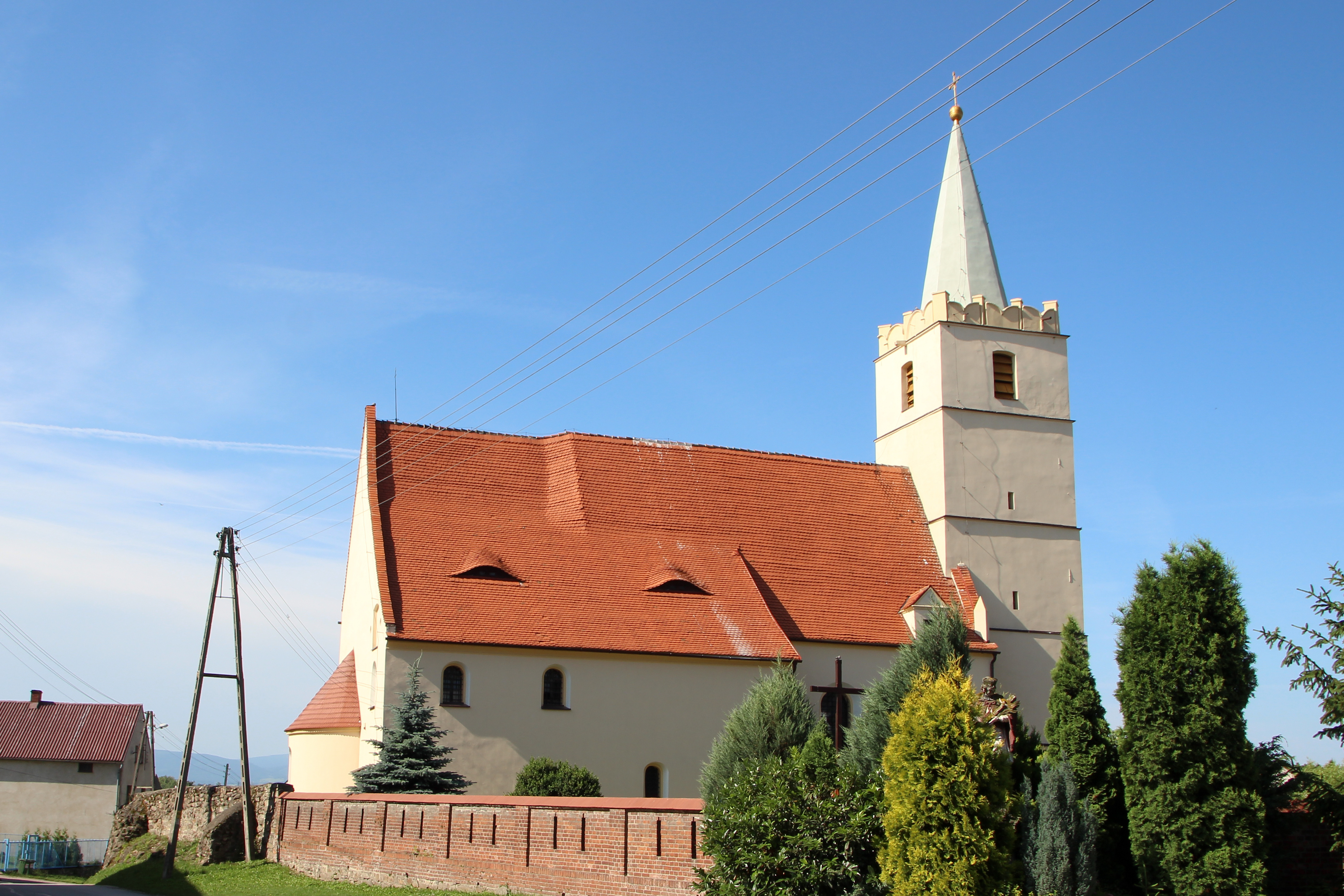
St.-Nikolaus-Kirche (2012)

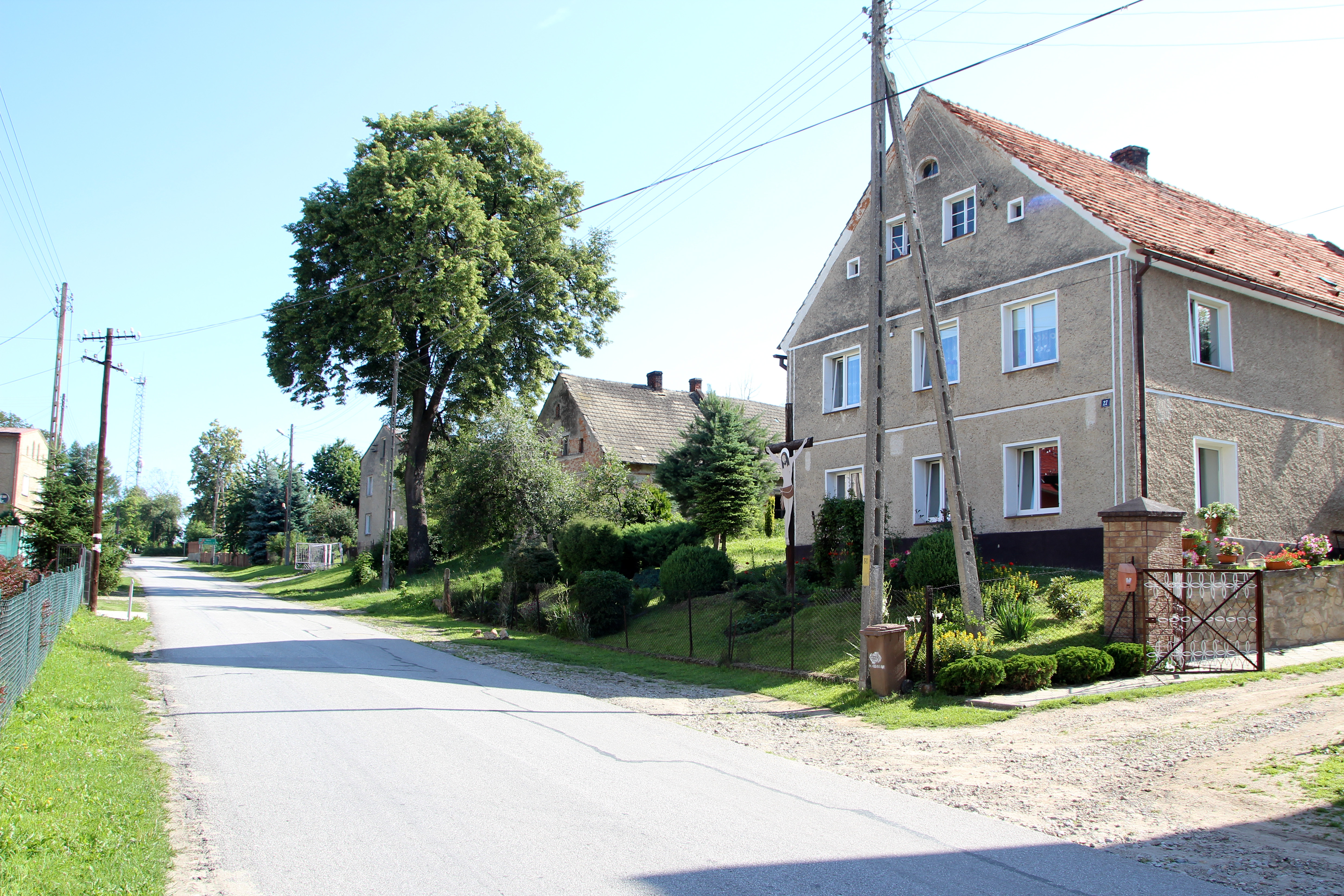
Dorfpartie

Der Ort wurde im dreizehnten Jahrhundert gegründet. Die älteste schriftliche Erwähnung findet sich in Dokumenten der Kirche von 1302. In dem Werk  Liber fundationis episcopatus Vratislaviensis aus den Jahren 1295–1305 wird der Ort erstmals als Operti villa erwähnt. 1363 wird der Ort als Oprechtsdorf erwähnt. Die Hussitenkriege von 1428 führten zu einer verheerenden Verwüstung des Dorfes und auch der Kirche.
Nach dem Ersten Schlesischen Krieg 1742 fiel Oppersdorf mit dem größten Teil Schlesiens an Preußen.
Während der Napoleonischen Kriege war der Ort Kommandoquartier des französischen Militärs. ach der Neuorganisation der Provinz Schlesien gehörte die Landgemeinde Oppersdorf ab 1816 zum Landkreis Neisse im Regierungsbezirk Oppeln. 1839 wurde ein neues Schulhaus erbaut. 1845 bestanden im Dorf eine katholische Kirche, eine katholische Schule, eine Waldwärterei und 131 weitere Häuser. Im gleichen Jahr lebten in Oppersdorf 951 Menschen, davon elf evangelisch. 1855 lebten 979 Menschen im Ort. 1874 wurde der Amtsbezirk Oppersdorf gegründet, welcher aus den Landgemeinden Oppersdorf und Ritterswalde und den Gutsbezirken Ritterswalde und Ritterswalde bestand. 1885 zählte Oppersdorf 882 Einwohner.
1933 lebten in Oppersdorf 706 sowie 1939 702 Menschen. Bis 1945 befand sich der Ort im Landkreis Neisse.
1945 kam der Ort unter polnische Verwaltung und wurde in Wierzbięcice umbenannt, die Bevölkerung wurde vertrieben. 1950 kam Wierzbięcice zur Woiwodschaft Oppeln. 1999 kam der Ort zum wiedergegründeten Powiat Nyski. 2010 zählte der Ort 489 Einwohner.

## Sehenswürdigkeiten
- Die römisch-katholische  St.-Nikolaus-Kirche (poln. Kościół św. Mikołaja) besteht bereits seit 1253 und wird in der liber fundationis von 1302 erstmals erwähnt.[2] 1335 wird die Kirche erneut in den Verzeichnissen des Erzpresbyteriums Neiße. Die Kirche wurde wiederholt erneuert und umgebaut, insbesondere nach den Verwüstungen durch die Hussiten sowie nach dem großen Brand von 1630. Bei dem Kirchenbau handelt es sich um einen romanischen Saalbau mit einer halbkreisförmigen Chor. Der fünfgeschossige Westturm besitzt ein Pyramidendach sowie eine Attika im Stil der Renaissance von 1576. Der Innenraum ist bestückt mit neogotischen Altären und einer holzgeschnitzten Kanzel aus dem Jahr 1786, geschaffen vom Bildhauer J. Harttmann.[8] Das Kirchengebäude steht seit 1964 unter Denkmalschutz.[9]
- Das Pfarrhaus wurde im barock-klassizistischen Mischstil erbaut.
- An der Landstraße Nysa—Prudnik (Neiße—Neustadt) befinden sich zwei sogenannte Erlöserkreuze. Das erste ist etwa aus dem 15. Jahrhundert. Es handelt sich um ein kleineres Kreuz in der Größe von etwa 80 mal 50 Zentimetern; es ist aus Granit mit eingemeißelten Schleifen und wurde laut Überlieferung von Einwohnern des Dorfes aufgestellt zur Erinnerung an eine an dieser Stelle ermordeten Frau. Das zweite Kreuz befindet sich ca. 80 Meter weiter, es datiert auf 1623 und misst 100 auf 40 Zentimeter. Aufgestellt wurde es am Ort eines abscheulichen Verbrechens von einem gewissen Melchior Rodewitz zur Erinnerung an die Brüder Kaspar und Friedrich Walde aus Lindewiese, welche an der Mühle von Oppersdorf ermordet wurden. Der Auftrag kam von der Witwe des einen, die dafür 24 Taler bezahlte.
- Steinerne Wegekapelle

## Vereine
- Freiwillige Feuerwehr OSP Wierzbięcice
- Fußballverein LZS Wierzbięcice

## Persönlichkeiten
- Karl von Aulock (1771–1830), katholischer Geistlicher, zeitweise Pfarrer in Oppersdorf